# Rodolpho Riskalla
Rodolpho Riskalla (São Paulo, 29 de dezembro de 1984) é um cavaleiro de elite paralímpico brasileiro.

## Biografia
Nascido em São Paulo, Rodolpho se envolveu com hipismo desde os oito anos de idade. Sua mãe, Rosangele Riskalla, trabalhou como treinadora e juíza de adestramento. Aos 17 anos, Rodolpho se mudou para a Europa a fim de se aperfeiçoar no esporte, e assim, se profissionalizou no hipismo e chegou até a vencer alguma competições, mas sem condições de ter um cavalo que o ajudasse a alcançar feitos maiores, ele decidiu parar com o hipismo por um tempo depois de resultados abaixo do esperado. Vivendo na França, ele passou a trabalhar na empresa Christian Dior, e ainda dava aulas e treinava outros cavaleiros. 
Em 2015, o atleta veio ao Brasil para acompanhar o enterro de seu pai, mas durante a viagem, ele contraiu meningite. As consequências que a doença trouxe foram duras: amputação dos dedos das mãos direita e alguns da mão esquerda, além de ter amputado também as duas pernas. Por conta disso, Rodolpho teve de se adaptar à nova realidade, mas, com uma reviravolta incrível, o atleta voltou ao hipismo o quanto antes e se classificou para os Jogos Paralímpicos de Verão de 2016, terminando a prova de adestramento na décima posição. Mas nos Jogos Paralímpicos de Verão de 2020 Rodolfo conquistou a medalha de prata no adestramento paralímpico, ao lado de seu cavalo Don Henrico, ele competiu na classe 4, na qual os atletas tem moderado comprometimento dos quatro membros. Rodolpho ainda pode conquistar mais uma medalha nesses Jogos, já que na segunda-feira (30/08) o atleta irá disputar a prova de freestyle.
Rodolpho já chegou aos Jogos Paralímpicos de Tóquio com bagagem, nos jogos mundiais de 2019, em Tryon nos Estados Unidos, o atleta conquistou duas medalhas de prata, fora isso, já foi eleito Cavaleiro Paralímpico em 2018 e 2019 pelo Comitê Paralímpico Brasileiro (CPB), e ter sido agraciado pela Federation Equestre International (FEI) com a láurea Against All Odds no ano de 2016. E no ranking geral da própria FEI o cavaleiro está classificado na 11º posição.

## Prêmio
Federation Equestre International's (FEI) Against all Odds - 2016